# Yokoatejima
Yokoatejima (en japonés: 横当島) es una isla volcánica de 3,5 kilómetros de largo y una superficie de 2,76 kilómetros cuadrados situada en el archipiélago conocido como las islas Tokara, parte de las islas Ryukyu, al sur del país asiático de Japón. Los documentos históricos al final del período Edo mencionan penachos de ceniza de Yokoatejima.